# Chalcosyrphus doris
Chalcosyrphus doris är en tvåvingeart som först beskrevs av Charles Howard Curran 1928.  Chalcosyrphus doris ingår i släktet mulmblomflugor, och familjen blomflugor. Inga underarter finns listade i Catalogue of Life.